# Mohamed Kacimi
Ne doit pas être confondu avec Mohamed Kacimi (peintre).
Pour les articles homonymes, voir Mohamed, Kacimi et Hassani.
Œuvres principales
- La Confession d'Abraham (2012)
- L’Orient après l’amour (2009)
- Le Jour dernier (1995)

Mohamed Kacimi-El-Hassani (Muḥammad Qāsimī, en forme internationale système ISO) est un écrivain et dramaturge né en 1955, à la zaouïa d'El Hamel, une cité des Hauts plateaux d'Algérie.

## Biographie
Élevé dans une famille de théologiens, Mohamed Kacimi fréquente très tôt l'école coranique, en plus de l'école publique. Il passe son enfance à Bou Saâda avant de parcourir l'Algérie avec son père, inspecteur de l’Éducation nationale dont les mutations sont fréquentes. Après des études en littérature française à l’École normale supérieure de Kouba, il effectue son service militaire à l'Académie inter-armes de Cherchell entre 1980 et 1982. 
En 1982, il quitte l'Algérie pour s'installer à Paris. Il publie ses premiers textes dans la revue Iztok revue libertaire consacrée aux dissidents des pays de l'Est. Il rencontre alors Adonis, ainsi que Guillevic et Bernard Noël avec qui il publie notamment des traductions du poète irakien Chawki Abdelamir. En 1987, il publie son premier roman, Le Mouchoir, aux éditions l'Harmattan. L'auteur est salué par le quotidien Le Monde comme « le fils de Kafka et de Courteline ».
En 1990, et en collaboration avec Chantal Dagron, il publie aux Éditions Balland, Arabes ? vous avez dit Arabes, une anthologie des regards et opinions des auteurs européens sur le monde arabe et l'Islam, depuis Eschyle jusqu'au général de Gaulle. Deux années plus tard, il écrit, toujours avec Chantal Dagron, Naissance du désert, éditions Balland. C'est un essai consacré à la genèse du désert à travers les imaginaires de la Grèce antique, du judaïsme, du christianisme et de l'islam.
Il collabore au magazine Actuel, dirigé par Jean-François Bizot, pour lequel il effectue des reportages. Il est envoyé spécial à La Mecque pour couvrir la guerre d'Irak en 1990 et séjourne à Sanaa durant la guerre civile du Yémen en 1994. Par ailleurs, il signe un certain nombre d'articles avec Michel-Antoine Burnier. 
Il devient producteur à France Culture, pour les émissions Les Chemins de la connaissance et L'Usage du monde.
Il écrit dans de nombreux journaux : Le Monde, Libération, Télérama, Le Matricule des anges, Rue89…
En 1990, il participe à l'animation de la Maison Rimbaud à Aden au Yémen, aux côtés du poète irakien Chawki Abdelamir. En 1995, il publie aux Éditions Stock, Le Jour dernier, un roman autour de l'exil et de la violence religieuse. Il participe au Théâtre du Soleil, à la relance de l'AIDA, Association internationale de défense des artistes, par Ariane Mnouchkine, aux côtés de Jacques Derrida, Hélène Cixous et de Patrice Chéreau. L'AIDA se proposait de venir en aide aux artistes algériens persécutés par les islamistes.
En 1995, il écrit son premier spectacle Le Vin, le Vent, la Vie qui sera mis en espace au lycée Saint-Joseph par Ariane Mnouchkine dans le cadre du festival d'Avignon. Il écrit ensuite 1962, pièce créée au festival de Limoges par Valérie Grail. Le spectacle tourne en France et à l'étranger, et il est accueilli au Théâtre du Soleil. 
En 1999, Mohamed Kacimi, participe à une résidence d'auteurs à Byblos, au Liban où il fonde l'association Écritures vagabondes qui se propose de faire intervenir les auteurs dramatiques dans les régions sensibles du monde et organise des résidences d’écritures internationales.
En 2000, il effectue un séjour à Jérusalem, Hébron et dans le Sinaï pour écrire La Confession d'Abraham. Le texte, créé au festival d'Avignon par Pierre Forest, est sélectionné par Jean-Michel Ribes pour faire l'ouverture du Théâtre du Rond-Point en 2002. 
En 2001, il élabore L’Encyclopédie du monde arabe. En 2003, il conçoit pour la Comédie-Française, le spectacle Présences de Kateb, texte qui relate le parcours de l'écrivain algérien Kateb Yacine et qui est mis en scène par Marcel Bozonnet à la salle Richelieu. Il adapte, dans le même temps, le roman Nedjma de Kateb Yacine, qui sera mis en scène par Ziani Chérif Ayad au studio du Vieux Colombier en 2003.
Devenu président de l'association Écritures vagabondes, il parcourt le monde pour mettre en place des chantiers d'écriture. Il travaille à Toronto, Montréal, Anvers, Damas et Alep aux côtés d'Olivier Py ainsi qu'à Beyrouth.
En 2005, il est l'un des invités du Salon du livre de Beyrouth.
En 2006, il adapte pour le théâtre al Madina le roman de Rachid El-Daïf, Qu'elle aille au diable Méryl Streep, mis en scène par Nidal al Achkar. Le spectacle est accueilli un an plus tard au Théâtre du Rond-Point. En 2006, en résidence au Panta Théâtre de Caen, il écrit Terre Sainte. La pièce est traduite dans plusieurs langues et jouée à Paris, Kaiserslautern, Jérusalem, Milan, Rio de Janeiro, Prague, Vienne, Stockholm et New York en 2014.
En 2008, il publie L'Orient après l'amour, un récit qui reprend ses périples à travers les villes du Maghreb et de l'Orient. Il poursuit l'action d’Écritures vagabondes, devenue Écritures du monde, en organisant des chantiers d'écriture à Prague, Budapest, Rabat, Londres, Genève, Ramallah et Gaza.
En 2012, il écrit Babylon City, mise en scène par Marjorie Nakache au Studio théâtre de Stains.
En 2014, il achève sa pièce La Table de l'éternité, mise en scène par Isabelle Starkier, qui se joue au Théâtre du Girasole au festival d'Avignon 2014. En juin 2017, la pièce est mise en scène, en russe, par Patrick Sommier au Maly Drama Théâtre de Saint Pétersbourg et entre au répertoire de la troupe de Lev Dodine. 

En juillet 2017, sa pièce Moi, la mort, je l’aime, comme vous aimez la vie suscite la polémique lors de sa création au festival d’Avignon. Pour écrire ce texte, Mohamed Kacimi a repris la retranscription de la conversation échangée entre Mohammed Merah, retranché dans son appartement, et les policiers. Certains voient dans cette pièce l’apologie de l’islamisme ou du terrorisme. Elle suscite de nombreuses controverses : une plainte est déposée contre son auteur par les avocats de proches des victimes de Merah. Puis, une pétition est lancée à l’attention de la ministre de la Culture, Françoise Nyssen, pour faire interdire la pièce. Le 18 juillet, Miri Regev, ministre de la Culture d’Israël écrit une lettre à Françoise Nyssen pour lui faire la même demande : « Cette pièce doit être interdite et ne devrait être montrée sur aucune scène » écrit-elle. « Il est grand temps que nous, les ministres d’États démocratiques, joignions nos forces afin d'arrêter cela, plutôt que de soutenir le terrorisme et des formes terroristes de propagande, déguisés en exercices de liberté d'expression. » En réponse à ces critiques, Mohamed Kacimi déclare : « Je suis accusé d'apologie du terrorisme pour avoir voulu dénoncer le fanatisme religieux. […] Ma pièce sur Mohamed Merah dérange parce qu'elle montre ce qu'est la haine islamiste. » Pour lui, un autre élément bien particulier pose ici problème et justifie les vives réactions. 

« La figure de Merah, monstrueuse, cristallise à elle seule toutes les haines et les épouvantes de la société française : Arabe-musulman-algérien-beur-délinquant-racaille-tueur d'enfants juifs, assassin de soldats. »

L'auteur accompagne Adel Hakim comme dramaturge dans la création de sa pièce Des roses et du jasmin avec les comédiens du Théâtre national palestinien à Jérusalem. La pièce est créée en juin 2015 et accueillie à la Manufacture des œillets, au Théâtre des Quartiers d'Ivry. À partir de cette expérience Kacimi écrit Jours tranquilles à Jérusalem. Une version théâtrale de ces chroniques est mise en scène par Jean-Claude Fall en 2019.

### Prix
- 2005 : Prix de la Société des auteurs et compositeurs dramatiques de la francophonie[22].

## Œuvres

### Romans, publications

La Confession d'Abraham.

- Dissidences, chroniques du Hirak, Frantz Fanon, 2019
- Jours tranquilles à Jérusalem, Riveneuve, 2018
- La Confession d'Abraham, Gallimard Folio, 2012
- L’Orient après l’amour, Actes Sud, 2009 — Prix de littérature Armorice
- Beyrouth, XXIe siècle, Pensée du Midi, Actes Sud, 2008
- Terre Sainte, L’Avant-scène — Mention spéciale du jury du grand prix de littérature dramatique
- Cléopâtre, Reine d’Égypte, Milan, 2010
- Le Monde arabe, encyclopédie jeunesse, Milan, 2001
- 1962, théâtre, Actes Sud Papiers, 1998
- Enfance algérienne, collectif, Gallimard, 1997
- Le Jour dernier, roman, Stock, 1995
- Mémoire verticale, anthologie de la poésie yéménite, Aires, 1994
- Enfances d’ailleurs, collectif, Belfond, 1993
- Naissance du désert, avec Chantal Dagron, Balland, 1992
- Arabe ? vous avez dit Arabe ? Vingt-cinq siècles de regards occidentaux, essai, avec Chantal Dagron, Balland, 1990
- Le Mouchoir, roman, L’Harmattan, 1987

#### Traductions
- Ababyl de Chawki Abdelamir, traduction avec Bernard Noël, PAP, 1993
- Parole du Qarmate de Chawki Abdelamir, traduction avec Guillevic, Arfuyen, 1988

### Théâtre

Holy Land de Mohamed Kacimi.

- Congo Jazz band, mise en scène d'Hassane Kassi Kouyaté, Les Francophonies - Des écritures à la scène, 2020
- Jours tranquilles à Jérusalem, mise en scène de Jean-Claude Fall, Théâtre des Quartiers d'Ivry, 2019
- Tous mes rêves partent de Gare d'Austerlitz, mise en scène de Marjorie Nakache, Stains, 2018
- Moi, la mort, je l’aime, comme vous aimez la vie, mise en scène Yohan Manca, festival off d'Avignon, 2017
- Holy Land, mise en scène Tracy Cameron Francis, Broadway, New-York, 2014
- La Table de l'éternité, mise en scène d'Isabelle Starkier, festival d'Avignon, 2014
- Histoire des oiseaux qui voulaient connaître le bout du monde, mise en scène de Marja Njakänen, festival de Charleville-Mézières, 2013[23]
- C'est comment le bout du Monde ? Réalisation Justine Heymann, France Culture, 2013[24]
- La Confession d'Abraham, mis en scène par Moni Ovadia, Piccolo théâtre, Milan, 2009
- Qu’elle aille au diable Meryl Streep, mise en scène de Nidal Al Achkar, Théâtre du Rond-Point, 2008
- Babel-Taxi, mise en scène par Alain Timár, Clarence Brown Theatre, Knoxville (Tennessee), 2003
- Présences de Kateb, mise en scène de Marcel Bozonnet, Comédie-Française, salle Richelieu, 2003
- Nedjma, de Kateb Yacine, adaptation, mise en scène de Ziani Chérif, Comédie-Française, 2003
- 1962, mise en scène de Valérie Grail, Limoges, Théâtre du Soleil, 2003
- Le Vin, le vent, la vie, joute poétique, mise en espace par Ariane Mnouchkine, Avignon, 1997

### Documentaires
- 2002 : L’Emir Abdelkader guerrier ou mystique, Les Films d’ici, TV5 Monde[25]
- 2003 : Écrivains d'Algérie, Metropolis, Arte — Prix du Sénat
- 2008 : Vivre et écrire au Liban, Metropolis, Arte